# Томсен, Клаус
Клаус Томсен (дат. Claus Thomsen; род. 31 мая 1970, Орхус) — датский футболист, выступавший на позиции полузащитника. Известен по выступлениям за «Орхус», «Эвертон» и сборную Дании. Участник чемпионата Европы 1996, а также летних Олимпийских игр в Барселоне.

## Клубная карьера
Томсен родился в Орхусе и начал свою карьеру в местном клубе. В 1989 году Клаус был вызван в молодёжную сборную Дании, где играл на позиции центрального защитника. В 1990 году он был выбран капитаном молодежной сборной. В том же году Томсен продлил свой контракт с «Орхусом», отвергнув предложения «Брондбю» и «Б-1903». В ноябре 1991 года шотландский «Селтик» сделал предложение относительно перехода Клауса, но сделка сорвалась. В 1992 году Томсен выиграл свой единственный трофей - Кубок Дании.
В 1994 году Клаус перешёл в английский «Ипсвич Таун». Сумма трансфера составила £ 250 тысяч. За новый клуб он провел 97 матчей и забил 8 голов. Томсен стал лидером команды и через три сезона был продан за £ 900 тысяч в «Эвертон». 16 апреля 1997 года в мерсисайдском дерби против «Ливерпуля» он забил в свои ворота и стал одним из антигероев встречи.
В 1998 году он покинул Англию и вернулся на родину, заключив контракт с «АБ». Отыграв за новый клуб полгода Томсен перешёл в немецкий «Вольфсбург». В Германии Клаус получал очень немного игрового времени из-за большого количества травм. В апреле 2002 года он завершил карьеру футболиста.

## Международная карьера
В 1992 году Томсен принял участие в летних Олимпийских играх в Барселоне. На турнире он был капитаном команды, принял участие во всех трех матчах и стал автором единственного гола против сборной Мексики.
В сентябре 1995 года Томсен дебютировал за сборную Дании. В 1996 году Клаус был включен в заявку на участие в чемпионате Европы в Англии. На турнире он принял участие во всех трех встречах против сборных Португалии, Турции и Хорватии.

## Статистика

### Матчи Томсена за сборную Дании
| Матчи Томсена за сборную Дании | Матчи Томсена за сборную Дании | Матчи Томсена за сборную Дании | Матчи Томсена за сборную Дании | Матчи Томсена за сборную Дании | Матчи Томсена за сборную Дании |
| ------------------------------ | ------------------------------ | ------------------------------ | ------------------------------ | ------------------------------ | ------------------------------ |
| №                              | Дата                           | Соперник                       | Счёт                           | Голы Томсена                   | Соревнование                   |
| 1                              | 26 апреля 1995                 | Македония                      | 1:0                            | —                              | Чемпионат Европы 1996 (отбор)  |
| 2                              | 16 августа 1995                | Армения                        | 2:0                            | —                              | Чемпионат Европы 1996 (отбор)  |
| 3                              | 6 сентября 1995                | Бельгия                        | 3:1                            | —                              | Чемпионат Европы 1996 (отбор)  |
| 4                              | 27 марта 1996                  | Германия                       | 0:2                            | —                              | Товарищеский матч              |
| 5                              | 24 апреля 1996                 | Шотландия                      | 2:0                            | —                              | Товарищеский матч              |
| 6                              | 2 июня 1996                    | Гана                           | 1:0                            | —                              | Товарищеский матч              |
| 7                              | 9 июня 1996                    | Португалия                     | 1:1                            | —                              | Чемпионат Европы 1996          |
| 8                              | 16 июня 1996                   | Хорватия                       | 0:3                            | —                              | Чемпионат Европы 1996          |
| 9                              | 19 июня 1996                   | Турция                         | 3:0                            | —                              | Чемпионат Европы 1996          |
| 10                             | 14 августа 1996                | Швеция                         | 1:0                            | —                              | Товарищеский матч              |
| 11                             | 1 сентября 1996                | Словения                       | 2:0                            | —                              | Чемпионат мира 1998 (отбор)    |
| 12                             | 9 октября 1996                 | Греция                         | 2:1                            | —                              | Чемпионат мира 1998 (отбор)    |
| 13                             | 29 марта 1997                  | Хорватия                       | 1:1                            | —                              | Чемпионат мира 1998 (отбор)    |
| 14                             | 30 апреля 1997                 | Словения                       | 4:0                            | —                              | Чемпионат мира 1998 (отбор)    |
| 15                             | 8 июня 1997                    | Босния и Герцеговина           | 2:0                            | —                              | Чемпионат мира 1998 (отбор)    |
| 16                             | 20 августа 1997                | Босния и Герцеговина           | 0:3                            | —                              | Чемпионат мира 1998 (отбор)    |
| 17                             | 19 августа 1998                | Чехия                          | 0:1                            | —                              | Товарищеский матч              |
| 18                             | 5 сентября 1998                | Беларусь                       | 0:0                            | —                              | Чемпионат Европы 2000 (отбор)  |
| 19                             | 10 февраля 1999                | Хорватия                       | 1:0                            | —                              | Товарищеский матч              |
| 20                             | 27 марта 1999                  | Италия                         | 1:2                            | —                              | Чемпионат Европы 2000 (отбор)  |

Итого: 20 матчей / 0 голов; 12 побед, 3 ничьи, 5 поражений.

## Достижения
«Орхус»
- Обладатель Кубка Дании — 1991/92